# سامويل غيغو
سامويل فلوران توماس غيغو (بالفرنسية: Samuel Florent Thomas Gigot) هو لاعب كرة قدم فرنسي في مركز الدفاع ولد في يوم 12 أكتوبر 1993 في مدينة أفينيون في فرنسا، يلعب حالياً مع نادي سبارتاك موسكو وسبق له اللعب مع نادي جينت ونادي كورتريك وأرليس أفينيون، يبلغ طول اللاعب 187 سم.

## وصلات خارجية
- سامويل غيغو على موقع الاتحاد الأوربي (الإنجليزية)
- سامويل غيغو على موقع رابطة كرة القدم الفرنسية للمحترفين (الإنجليزية)
- سامويل غيغو على موقع قاعدة بيانات كرة القدم.إي يو (الإنجليزية)
- سامويل غيغو على موقع ليكيب (الفرنسية)
- سامويل غيغو على موقع Soccerbase.com (لاعب) (الإنجليزية)
- سامويل غيغو على موقع Soccerway.com (الإنجليزية)
- سامويل غيغو على موقع عالم كرة القدم.نت (الإنجليزية)
- سامويل غيغو على موقع AS.com (الإسبانية)